# Jean-Luc Grzeskowiak
Jean-Luc Grzeskowiak est un photographe et homme de radio français.

## Biographie
Il vit à partir de 2018 à Dives-sur-Mer. Il est par ailleurs élu au conseil municipal de la commune ainsi qu'élu à la Communauté de communes Normandie-Cabourg-Pays d'Auge depuis mars 2020.
En 1987, il participe à la création de France Info en tant qu'opérateur du son, puis en 1995 il devient cadre technique et est responsable de production. En 2012, il crée avec la rédaction multimédia "Les visites virtuelles de France Info" qui sont des reportages en images des expositions à l'affiche en France. 
De 2016 à 2018 il présente une chronique estivale, "Audioguide". Arrivé à Dives-sur-Mer, il y constitue une webradio, Normandives, lancée en septembre 2020. 
Il s'intéresse à l'architecture des villes et ce qui se passe dans la rue, en prenant des plans larges et des détails graphiques tels que des affiches déchirées, des peintures murales ou bien les traces laissées par la société de consommation. Ses clichés sont proches du pop-art et des affichistes. Il a ainsi parcouru Le Caire, New York, Venise, Marrakech, ces trois dernières villes pour la série de livres  Street Art et aussi Shanghaï, Rio, Mexico, New Delhi et Naples.
Intéressé par le Street Art, il est aussi membre de l'association Les lézards de la Brievre. Collaborateur de La Grande Masse des Beaux Arts à Paris, il expose régulièrement à L'Age d'Or dans le 13e arrondissement.
Entre le 20 juillet et le 30 août 2014, il présente avec Julia Brechler, la chronique Photo, mode d'emploi sur France Info. Depuis septembre 2012, il est aussi le photographe d'une série de diaporamas sonores intitulée Les visites virtuelles de France Info.

## Expositions et travaux

### Expositions
- février 2003 : Exposition "Fragments" à Jungle Art Galerie[1]
- mars 2007 : Exposition "New York -so close - so far" au CIAC de Pont-Aven
- du 1er février 2008 au 30 juin 2008 : Exposition “New York -so close - so far“ à la médiathèque Aimé Césaire de La Verrière[2]
- du 18 juillet 2009 au 24 juillet 2009 : à la mairie de Penne-d'Agenais en Lot-et-Garonne[3]
- du 2 juillet 2009 au 25 juillet 2009 : Exposition "Naples, sortie de crise ?" à la maison de l'environnement de Saint-Quentin-en-Yvelines (Magny-les-Hameaux)[4]
- du 20 juin 2010 au 25 juin 2010 : Exposition "Art Affordable Fair" à Paris.
- du 15 octobre 2010 au 15 novembre 2010 : Exposition "Des déchets et des hommes" à Larcade Gallery Paris.
- du 14 mai 2011 au 17 mai 2011 : Exposition "Art Tappei" à Tappei-Chine.
- du 4 au 25 octobre 2014 : exposition rétrospective à Rennes.
- 2015/2016/2017 Exposition à La Bellevilloise à Paris.
- 2020 : Exposition au Village d'art de Dives sur mer.
- 2021 : Exposition à Deauville
- 2022 : Retrospective "Entrez dans le détail" au Wip à Caen.
- 2023 : Galerie "Fontaineblow" à Fontainebleau